# Eduard Hanauer
Pour les articles homonymes, voir Hanauer.
Johann Josef Eduard Hanauer (né le 18 mars 1829 à Deux-Ponts - mort le 30 avril 1893 à Berlin) est un fonctionnaire prussien qui a occupé le poste de ministre de la Justice au sein du cabinet Caprivi.

## Biographie
Hanauer est le fils d'Eduard Nikolaus Hanauer, conseiller royal à la cour d'appel de la circonscription du Rhin. À partir de 1873, il est avocat à Munich puis entre au service du ministère de la Justice en mars 1875. Deux ans plus tard, il est nommé directeur du ministère. Sa carrière au sein du ministère est lancée : il en devient sous-secrétaire en 1886 puis ministre en 1892. C'est à ce poste qu'il participe à la conception du Bürgerliches Gesetzbuch.